# Sakao Yamada
Sakao Yamada (1918-1986) – japoński inżynier. Założyciel firmy Japan Special Optics produkującej amatorskie teleskopy astronomiczne. Jego imieniem nazwano planetoidę (3786) Yamada.